# 明石の姫君
明石の姫君（あかしのひめぎみ）は、『源氏物語』の登場人物である。
作中で「明石の～」と冠して呼ばれることはなく、巻によって「姫君」「若君」などと表されている。五十四帖中「澪標」から「手習」まで登場。

## 概要
光源氏と明石の御方との間に生まれた一人娘。祖父の明石の入道が見た夢によって、将来は国母となる運命を約束されている。出自の低い母から生まれたため、源氏は娘を手元に引き取り、正妻格である紫の上の養女として、高い后教育を施す。明石の姫君は紫の上とは実の母子でないことは承知だが、愛情深い養母に育てられて、美しく育つ。
明石の姫君は裳着（腰結の役は源氏の養女である秋好中宮が務めた）の後、東宮（後の帝）妃として入内する。殿舎は桐壺。その当時の源氏の権力は並ぶ者がおらず、始めは他の公卿たちがとても勝ち目はないと娘の入内を遠慮するほどだった。その点、祖母にあたる桐壺更衣とは対照的に描かれている。また実母との再会も果たし、以後その世話を受けることとなる。
女御（桐壺の御方、御息所などとも）と呼ばれるようになった彼女は、東宮の篤い寵愛を受け、間もなく御子を懐妊する（数え13歳）。その子が男御子（第一皇子）だったため、明石の入道は満願成就となり、現世を捨て入山する。出産後に入道の手紙を読んだ女御は、祖父や実母の犠牲や愛をその時初めて深く知り、思いやり深い女性に成長する。その後東宮の即位で第一皇子が新たな東宮に立ち（「若菜下」）、「御法」で中宮となる。紫の上死去の際には、傍らでその最期を看取った。
異母兄夕霧同様子宝に恵まれ、帝との間に四男一女を産んだ。宇治十帖では、帝と共に第三皇子の匂宮を寵愛しつつもその自由奔放な品行を案じており、始め匂宮と宇治の中君との仲にも反対だったが、2人の間に男子が誕生した時は自ら産養（うぶやしない）を主催して祝福した。また浮舟の事件でも心を痛め、彼女の生存を知った際には匂宮には内密で薫に知らせた。

## 登場する巻
明石の姫君は直接には以下の巻で登場し、本文中ではそれぞれ以下のように表記されている。
- 第14帖 澪標 稚児、若君
- 第18帖 松風 若君
- 第19帖 薄雲 若君、君、姫君
- 第20帖 朝顔 若君
- 第21帖 少女 姫君
- 第22帖 玉鬘 姫君
- 第23帖 初音 姫君
- 第25帖 蛍 姫君
- 第26帖 常夏 后がねの姫君
- 第28帖 野分 姫君
- 第33帖 藤裏葉 御方
- 第34帖 若菜上 若君、桐壺の御方、淑景舎、女御の君、春宮の御方、御息所、女御、桐壺
- 第35帖 若菜下 桐壺の御方、淑景舎、女御の君、女御、六条の女御、春宮の女御、女御殿、内裏の御方
- 第36帖 柏木 女御
- 第37帖 横笛 女御
- 第38帖 鈴虫 春宮の女御
- 第40帖 御法 后の宮、中宮、宮
- 第41帖 幻 后の宮
- 第42帖 匂宮 后の宮、后、今后
- 第43帖 紅梅 中宮
- 第44帖 竹河 中宮
- 第46帖 椎本 后
- 第47帖 総角 后の宮、中宮、后、大宮
- 第49帖 宿木 后の宮、中宮、后
- 第50帖 東屋 后の宮、宮、大宮
- 第51帖 浮舟 后の宮、宮、大宮
- 第52帖 蜻蛉 后の宮、宮、后、大宮
- 第53帖 手習 后の宮、宮、大宮